# フローティングパビリオン羊蹄丸
フローティングパビリオン羊蹄丸（フローティングパビリオンようていまる）とは、東京都品川区東八潮（お台場地区）にある船の科学館の別館として、隣接する青海北ふ頭公園内に係留されていた博物館船（屋外展示博物館）。

## 沿革
本船は1965年から1988年まで車載客船・二代目羊蹄丸として日本国有鉄道および北海道旅客鉄道の青函航路で運航されていた。その後、船体外観を就航当時のまま保存利用しつつ、内部は博物館展示施設として全面的に改装し、1996年より船の科学館の別館として公開されていた。
終航から船の科学館での展示までに8年もの期間を要したのは、船の科学館の所在地の臨海副都心地域が港湾再開発指定地区となったため繋留認可が保留となっていたことによる。このためジェノヴァ国際博覧会終了後は 三井造船 千葉事業所に暫定的に係留されていた。なお隣接する南極観測船「宗谷」の繋留は地区指定前である。
2011年の閉館後は新居浜港に曳航され新居浜工業高等専門学校 において調査された後、株式会社宮地サルベージによって船舶解体された。これは、シップリサイクル条約の完全実施が確認された世界初の事例として日本海事協会に認定されている

## 施設概要
- 4階
  - 操舵室
  - 屋外甲板
- 3階
  - プロムナード・カフェ
  - ギャラリー
  - 屋外甲板
- 2階
  - 乗船口
  - エントランス・ホール
  - シー&シップ・ワールド - 海と船の神秘を体験するアトラクション
  - アドミラル・ホール
- 1階（車両甲板）
  - 「青函ワールド」 - 昭和30年代の青森駅前を再現したジオラマ展示（青函連絡船メモリアルシップ八甲田丸に移設。）。
    - 青森駅前「朝市」
    - 青森駅舎 - 待合室、弘済会売店、切符売場、桟橋助役室
    - 青函連絡船 - ディーゼル機関車（DE10 30）、客車（スハフ44 25）、甲板(デッキ)、映像上映「海峡の詩」

  - 青森県特産物展示コーナー
  - エンジン展望用窓
  - 一部に公開されていない現役当時の車両甲板が残っている（レールは撤去済み）。
- 地下1階（元第2甲板）中央部分の区画のみ公開。
  - マジカルビジョンシアター（船首部分の乗務員居住区や船尾の操舵機室は非公開）
- 船倉（非公開）

### その他
開館当初、船の科学館別館として位置付けられ入館する際に別途入館料が求められていたが、2008年6月時点では無料で開放されていた。車両デッキ内に保存されていた車両は閉館後、DE10 30は千葉県いすみ市のポッポの丘、スハフ44形客車は真岡鐵道真岡線真岡駅にあるSLキューロク館に移設されている。

## 交通機関
- 新交通ゆりかもめ : 船の科学館駅